# Lycaena festivus
Lycaena festivus är en fjärilsart som beskrevs av Krulikovski 1909. Lycaena festivus ingår i släktet Lycaena och familjen juvelvingar. Inga underarter finns listade i Catalogue of Life.